# Dioryctria kunmingnella
Dioryctria kunmingnella is een vlinder uit de familie van de snuitmotten (Pyralidae). De wetenschappelijke naam van de soort is voor het eerst geldig gepubliceerd in 1985 door Wang & Sung.